# Marcos Bruno Bastos
Marcos Bruno Bastos (Vitória, 31 de maio de 1981) é professor, gestor público e político brasileiro, filiado ao Rede Sustentabilidade.  Foi vereador de Cariacica, deputado estadual no Espírito Santo.

## Biografia
Graduado em Geografia pela Universidade Federal do Espírito Santo (Ufes) e pós-graduado em Gestão Pública e Contábil, Marcos  Bruno é natural de Vitória, mas foi criado no Morro do Sesi, em Cariacica, e lecionou em diversas escolas da rede pública e privada e atuou durante 12 anos no Projeto Universidade para Todos, curso Pré-vestibular aos alunos de baixa renda, com dificuldades socioeconômicas de ter um ensino preparatório de qualidade para o vestibular.
Ele entrou na vida pública como vereador de Cariacica. Na eleição, disputada em 2012, foi eleito pelo PRTB com 1.782 votos. Por unanimidade foi escolhido para presidir a Câmara Municipal, onde esteve à frente da Mesa Diretora em uma gestão inovadora, sendo um dos mais jovens presidentes de Câmaras do Estado. Com o destaque desse trabalho foi credenciado à disputa a uma vaga na Assembleia Legislativa nas eleições de 2014 e recebeu 13.776 votos e foi eleito.
Em 2016, concorreu pela primeira vez à Prefeitura e, em uma disputa acirrada, com antigos políticos da cidade, realizou uma campanha de renovação e recebeu 27.749 votos, ocupando a terceira colocação, com 17% dos votos.